# 哈羅德·馬瑟斯基
哈羅德·馬瑟斯基（英語：Harold Masursky，1922年12月23日—1990年8月24日），美國行星地質學家、天文學家。

## 生平
馬瑟斯基生於印第安納州韋恩堡，畢業於耶魯大學。在美國地質調查局（USGS）工作多年後進入NASA成為資深科學家，並且在USGS的太空地质学研究计划任職。馬瑟斯基對行星和月球表面研究有很大貢獻，尤其是尋找具有科學研究價值的登陸碳測計畫登陸地點，其中包含了阿波羅計畫和海盗号。並且參與先驱者金星计划和麥哲倫號金星探測器對金星表面雷達探測繪製金星表面地圖。
馬瑟斯基在亞利桑那州旗桿市家中逝世。

## 榮譽與紀念
- 火星上的馬瑟斯基撞擊坑
- 小行星2685
- 美國天文學會馬瑟斯基獎
- 馬瑟斯基講座

## 外部連結
- Short biography
- Description of the Masursky Award
- Harold Masursky, 66, a Leader In Mapping of Moon and Planets（页面存档备份，存于）